# 伍德莱克 (加利福尼亚州)
伍德莱克（英文：Woodlake），是美国加利福尼亚州图莱里县下属的一座城市。建市于1941年9月23日，面积 大约为2.25平方英里 (5.8平方公里)。根据2010年美国人口普查，该市有人口7,279人。